# 지문 (컴퓨팅)
컴퓨터 과학에서 지문 채취 알고리듬(영어: fingerprinting algorithm)은 임의로 큰 자료 항목(예: 컴퓨터 파일)을 훨씬 짧은 비트 문자열인 지문(fingerprint)에 대응시키는 절차이다. 이 핑거프린트는 사람의 지문이 사람을 식별하는 것처럼 모든 실질적인 목적에서 원본 데이터를 고유하게 식별한다. 이 핑거프린트는 데이터 중복 제거 목적으로 사용될 수 있다. 파일 지문 채취(file fingerprinting), 자료 지문 채취(data fingerprinting) 또는 구조화된 자료 지문 채취(structured data fingerprinting)이라고도 한다.

## 같이 보기
- 기기 지문
- 알고리듬
- 범죄자 프로파일링